# Not Shy

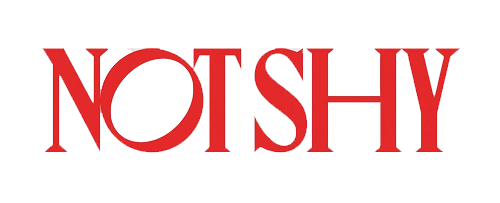

Not Shy è il terzo EP del girl group sudcoreano Itzy, pubblicato nel 2020.

## Tracce
1. Not Shy – 2:58 (testo: J.Y. Park – musica: Kobee, Charlotte Wilson)
2. Don't Give A What – 3:17 (testo: Lee Suran – musica: Lee Woo Min "collapsedone", Justin Reinstein, JJean, 엘에이촌놈들)
3. Louder – 3:22 (testo: Dr.JO – musica: KAIROS)
4. iD – 3:27 (testo: MosPick, Young Chance – musica: MosPick, Young Chance)
5. Surf – 3:14 (testo: danke (lalala studio) – musica: Greg Bonnick, Hayden Chapman, Cazzi Opeia, Ellen Berg)
6. Be in Love – 3:21 (testo: Kenzie – musica: Kenzie, Caesar & Loui, Cazzi Opeia)

## Classifiche
| Classifica (2020) | Posizione massima |
| ----------------- | ----------------- |
| Belgio (Fiandre)  | 129               |
| Corea del Sud     | 1                 |
| Giappone          | 6                 |
| Polonia           | 23                |